# Puccinia antenori
Puccinia antenori är en svampart som beskrevs av J.Y. Zhuang & Y.C. Wang 1985. Puccinia antenori ingår i släktet Puccinia och familjen Pucciniaceae.   Inga underarter finns listade i Catalogue of Life.